# Örkelljunga VK
Örkelljunga VK ist ein Volleyball-Verein aus der schwedischen Stadt Örkelljunga.
Die Männermannschaft des 1982 gegründeten Vereins stieg 1991 in die erste schwedische Liga auf (Elitserien), die Frauenmannschaft folgte 1997. Die Mannschaft der Männer gewann 1999 zum ersten Mal die schwedische Meisterschaft, vier weitere erste Plätze sind es bis dato.